# Unilever House
Unilever House ist ein denkmalgeschütztes Bürogebäude (Grade II) im neoklassizistischen Stil des Art déco, an der New Bridge Street, Victoria Embankment in Blackfriars, London. Das Gebäude hat eine hohe, geschwungene Fassade, mit Blick auf das Nordufer der Themse und die Blackfriars Bridge. Es wurde 1933 fertiggestellt.
Das Gelände wurde davor vom Bridewell Palace, der Residenz von Heinrich VIII., belegt, das später Armenhaus und Gefängnis wurde. Diese Gebäude wurden im Jahre 1864 abgerissen, um Platz für das De Keyser Hotel Royal zu machen. Im Jahre 1920 pachtete William Lever (Lord Leverhulme) das Gelände, um dort die Londoner Zentrale seiner Seifenfirma Lever Brothers zu bauen. Die Bauarbeiten begannen aber erst 1929; im Jahr darauf fusionierte die Firma mit der Margarine Unie zu Unilever, was dann dem Gebäude den Namen gab.

## Errichtung
Man nimmt an, dass die Planung und Bauleitung eine Zusammenarbeit zwischen James Lomax-Simpson, einem Mitglied des Unilever Aufsichtsrats, einerseits sowie John James Burnet und Thomas S. Tait, Partner der Firma Sir John Burnet and Partners, ist. Man ist sich aber unsicher, wer für das Design verantwortlich ist; eine Notiz von Simpson reklamiert die Verantwortung dafür ausschließlich für sich, was darauf hindeutet, dass Burnet und Tait die endgültige Gestaltung lediglich abgesegnet haben. Andererseits wurden die Pläne von Burnet und Tait als gemeinsame Arbeit mit Simpson in der Royal Academy ausgestellt, und die im City of London Record Office aufbewahrten Zeichnungen sind lediglich von Burnet und Tait signiert.
Obwohl John James Burnet an diesem Projekt aktiv mitgearbeitet hat, zog er sich gleichzeitig aus gesundheitlichen Gründen zurück, so dass Tait, ein führender Praktiker der modernen Architektur, die eigentliche Bauplanung ausgearbeitet zu haben scheint.

## Architektur
Der auffälligste Grundzug des Gebäudes ist seine enorme geschwungene Fassade entlang des Victoria Embankment, mit seinen riesigen ionischen Säulen zwischen dem vierten und sechsten Obergeschoss. Das stark rustikale Erdgeschoss ist fensterlos, um den Verkehrslärm im Inneren des Gebäudes zu reduzieren. Die Ecken sind mit Eingängen auf großen Sockeln versehen, auf denen Skulpturen menschlicher Figuren Pferde zurückhalten (Kontrollierte Energie, von Sir William Reid Dick). Die Figuren Meermann und Meerfrau sind von Gilbert Ledward. Die Fahrstühle wurden mit Art-déco-Zinn-Paneelen von Eric Gill ausgekleidet.

## Renovierung
Während der Sanierung 1977 bis 1983 wurden Brüstungsfiguren von Nicholas Munro und eine neue nördliche Eingangshalle in einem Neo-Art-déco-Stil von Theo Crosby vom Designbüro Pentagram angelegt. Das Gebäude wurde außerdem entlang der Tudor Street erweitert.
Im Jahr 2004 begann die Firma Kohn Pedersen Fox Associates Sanierungsarbeiten in Absprache mit der Denkmalschutzbehörde English Heritage und der Stadtverwaltung City of London, Änderungen am Innenausbau vorzunehmen. Im Zuge der Renovierungsarbeiten wurden Originalbeschläge beibehalten oder wiederverwendet, wie etwa das Parkett oder Eric Gills Zinn-Fahrstuhl-Paneele, aber Crosbys markante und historisch wichtige Ergänzungen wurden wieder entfernt. Auf dem Dach des Gebäudes wurde ein Dachgarten angelegt.

## Galerie

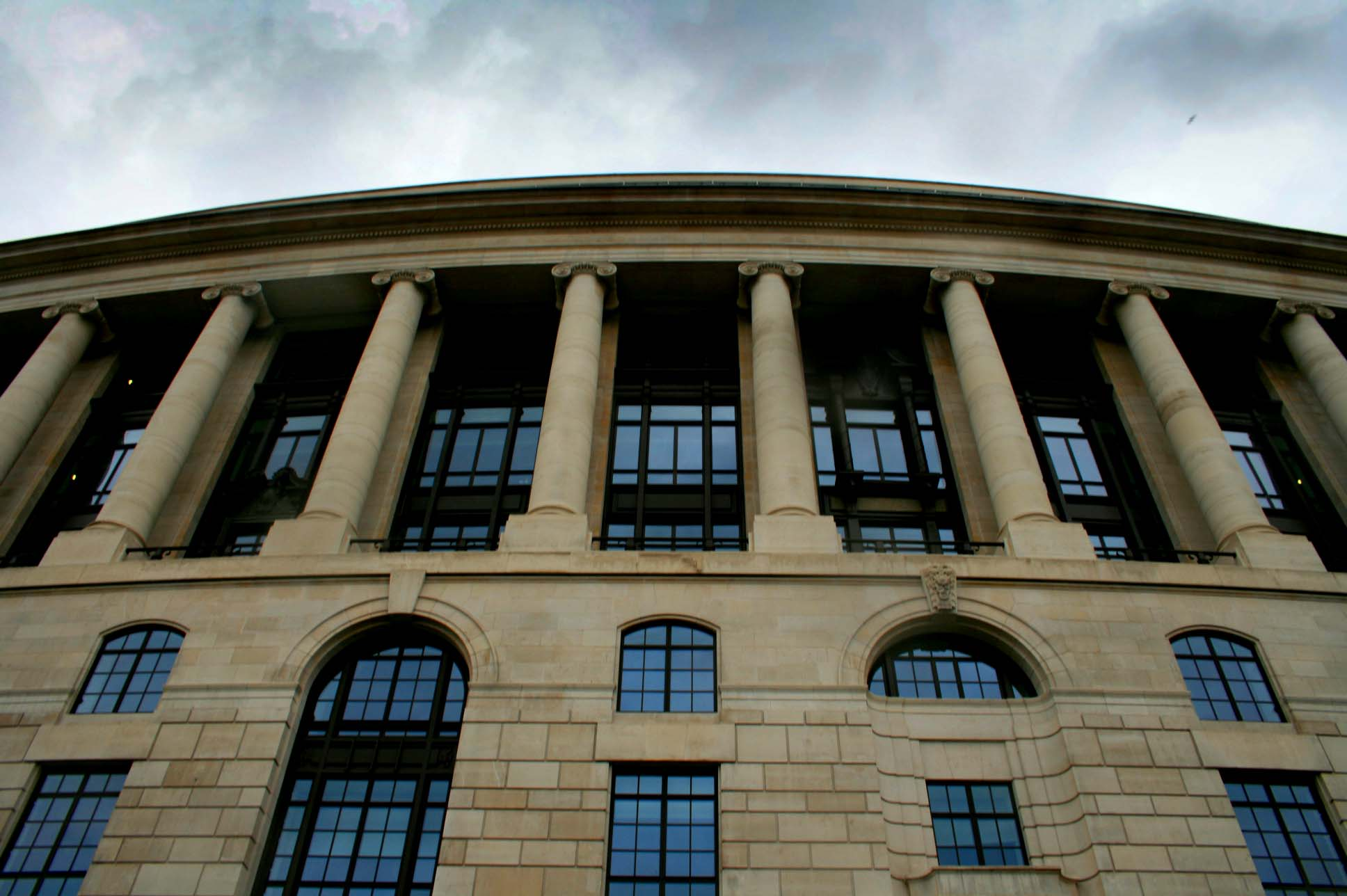
Die gebogene neoklassische Gebäudefront
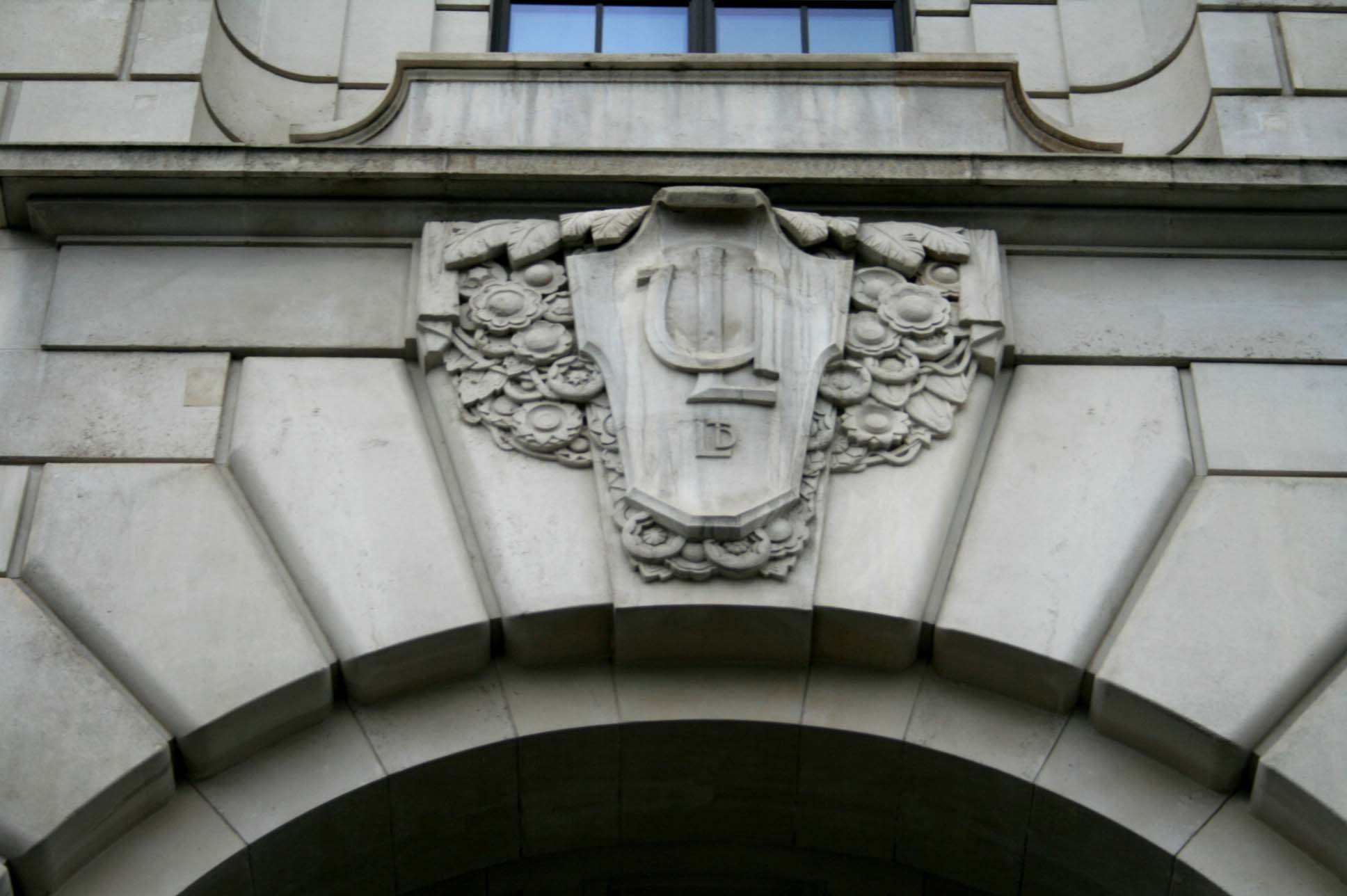
Das Unilever-Monogramm
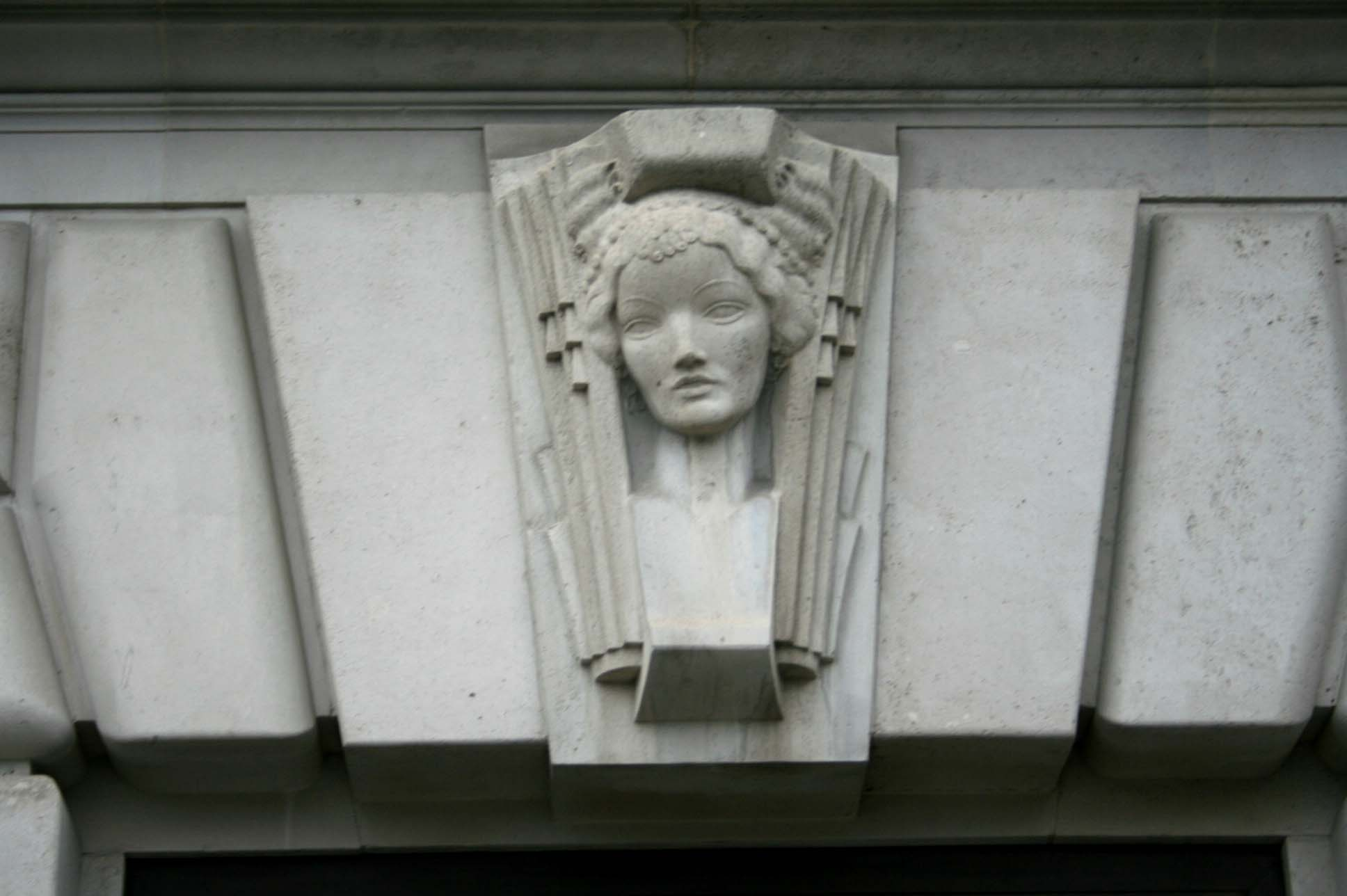
Dekorative Details
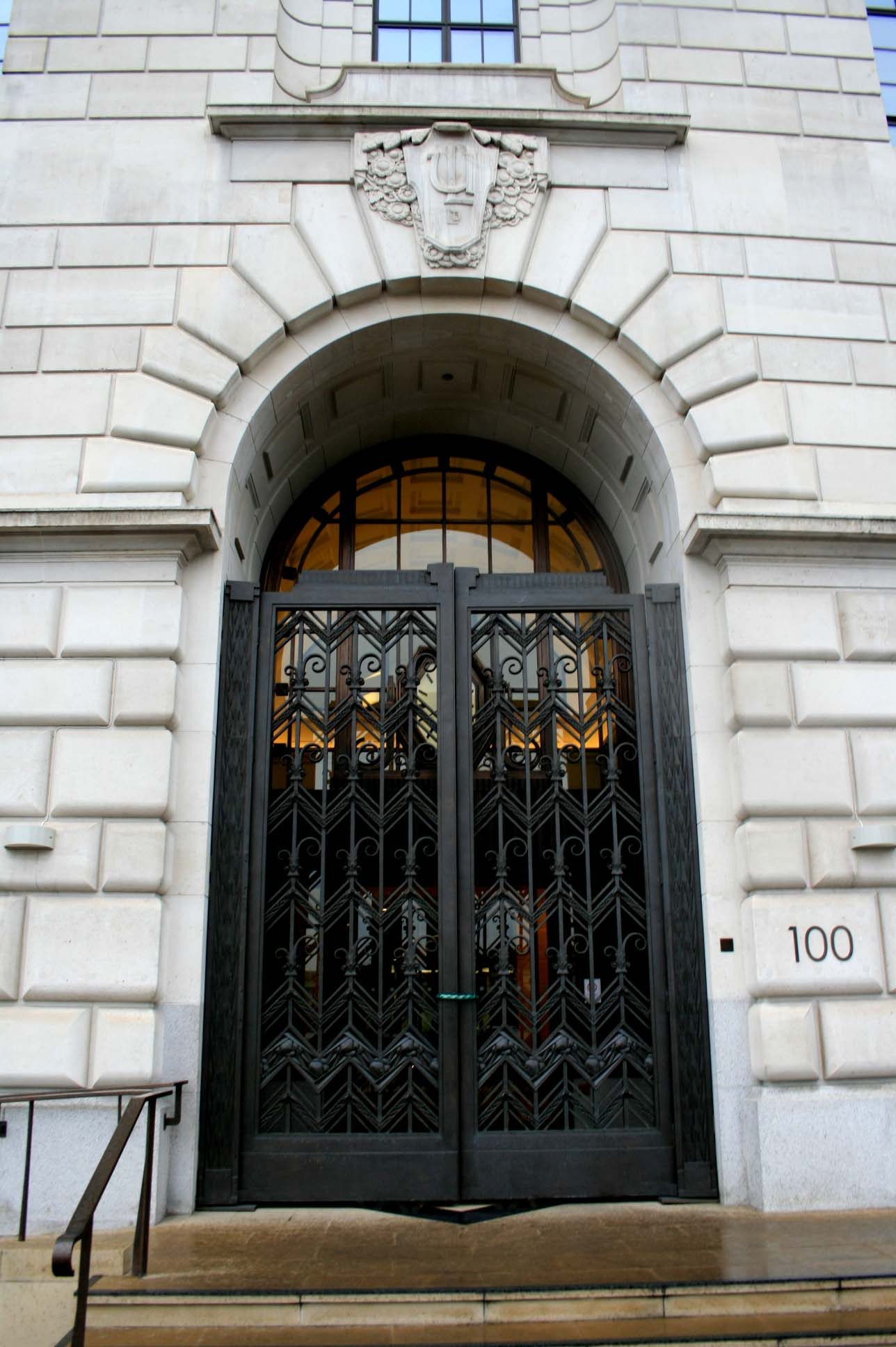
Die Eingangstür
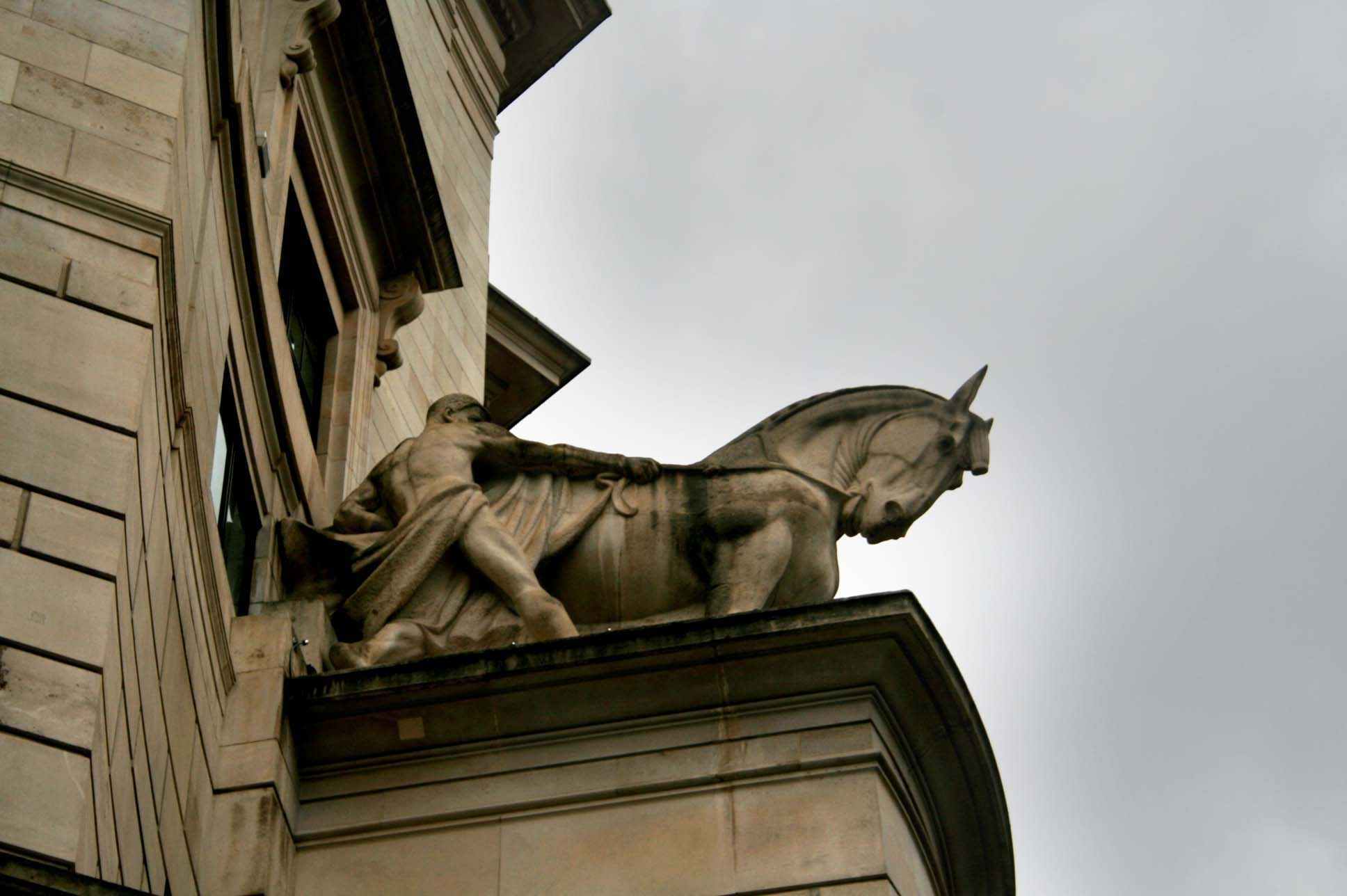
Skulptur eines Mannes und eines Pferdes am Unilever House (Kontrollierte Energie, Sir William Reid Dick), 1933, von links
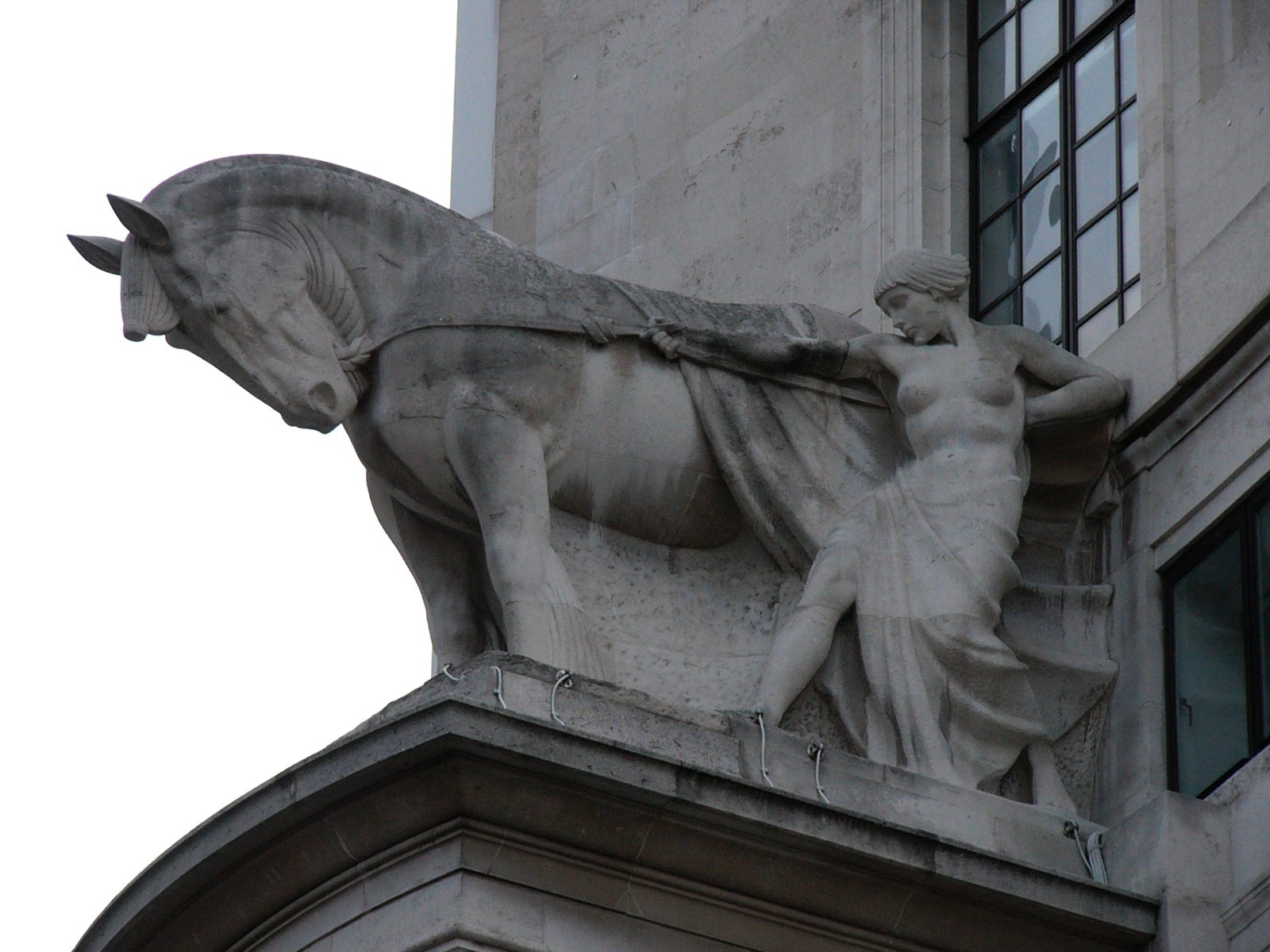
Gegenstück: Skulptur einer Frau und eines Pferdes am Unilever House (Kontrollierte Energie, Sir William Reid Dick), 1933, von rechts
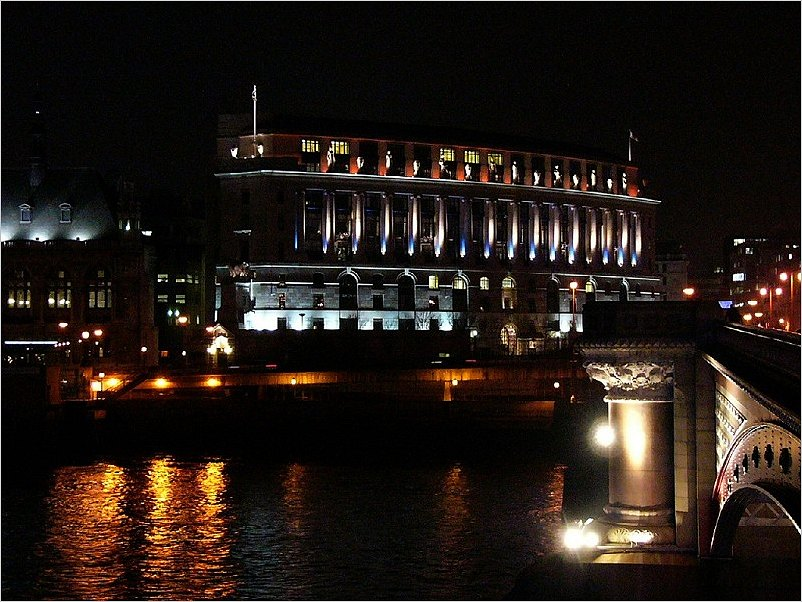
Unilever House, Themse und Blackfriars Bridge, London, bei Nacht
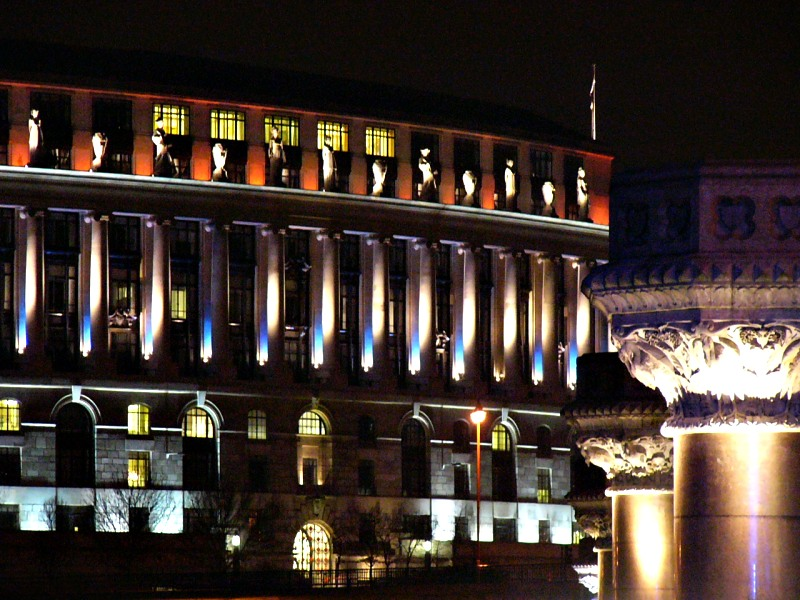
Unilever House, Themse und Blackfriars Bridge, London, bei Nacht